# Marof, Novo mesto
Marof je grič nad Novim mestom, preko katerega vodi cesta, ki povezuje center mesta in Bršljin. Na Marofu so obsežna arheološka najdišča, kjer so med drugim našli več halštatskih situl, ki jih hranijo v Dolenjskem muzeju. Ob vznožju stoji istoimenska Športna dvorana Marof.